# 1860 no Brasil
Esta é uma cronologia dos fatos e acontecimentos do ano 1860 no Brasil.

## Incumbente
- Imperador – D. Pedro II (1831–1889).

## Eventos
- Junho: Inauguração da Estrada de Ferro da Bahia ao São Francisco.[1]
- 28 de julho: criação do Ministério da Agricultura, Comércio e Obras Públicas.

## Nascimentos
- 3 de janeiro: Luís José de Matos, empresário luso-brasileiro (m. 1926).
- 20 de janeiro: Antônio Parreiras, pintor, desenhista e ilustrador (m. 1937).
- 29 de junho: Pedro Manuel de Toledo, político (m. 1935).
- 31 de dezembro: Manuel Lopes Rodrigues, pintor (m. 1917).

## Mortes
- 16 de janeiro: Jerônimo Coelho, político (n. 1806).
- 18 de outubro: Casimiro de Abreu, poeta ultrarromântico (n. 1839).